# Fritz Kollorz
Fritz Kollorz (* 10. März 1945 in Essen; † 29. Juni 2019 in Recklinghausen) war ein deutscher Politiker der CDU.

## Ausbildung und Beruf
Nach dem Volksschulabschluss 1959 besuchte Kollorz bis 1962 die Bergberufsschule. Danach war er als Bergmann und Zechenelektriker beschäftigt. Ab April 1970 wurde er in verschiedenen Positionen bei der IG Bergbau und Energie tätig. Von April 1978 bis 2005 war er Vorstandsmitglied der Bundesknappschaft (1991 – 2005 als deren Vorsitzender) und ab Dezember 1990 Vorsitzender des Genossenschaftsvorstandes der Bergbau-Berufsgenossenschaft.
Von Mai 1991 bis Oktober 1997 war er 2. Vorsitzender der IG Bergbau und Energie und seit Oktober 1997 war er Mitglied des Geschäftsführenden Hauptvorstandes der IG Bergbau, Chemie, Energie.
Kollorz erhielt am 5. Oktober 2009 im Düsseldorfer Ständehaus von Ministerpräsident Jürgen Rüttgers den Verdienstorden des Landes Nordrhein-Westfalen.

## Politik
Fritz Kollorz war seit 1964 Mitglied der CDU. Seit 1984 war er Mitglied des CDA-Kreisvorstandes Recklinghausen und 1. stellvertretender Vorsitzender des CDA-Landesverbandes Nordrhein-Westfalen. 1975 bis 1980 war er Mitglied des Rates der Stadt Recklinghausen. Er war seit 1959 Mitglied der IG Bergbau und Energie, die später zur IG Bergbau, Chemie, Energie wurde und der Katholischen Arbeiterbewegung KAB.
Fritz Kollorz war von 1990 bis 2005 Mitglied des 11., 12. und 13. Landtags von Nordrhein-Westfalen, in den er jeweils über die Landesliste einzog.